# Сиенский собор
Сие́нский собо́р (итал. Duomo di Siena) — кафедральный собор (Дуомо), или Собор Санта-Мария-Ассунта (Cattedrale di Santa Maria Assunta — Собор Вознесения Девы Марии). Важный художественный и исторический памятник итальянской готики, средоточие средневековой и ренессансной культуры в истории Сиенской республики (1147—1555), города-государства в Тоскане, в Средней Италии. Расположен на Пьяцца дель Дуомо (Соборной площади) в центре города.

## История
О ранней истории собора мало достоверных сведений. Согласно неподтверждённой легенде на его месте в древности был храм Минервы. В IX веке храм достаточно скромных размеров стоял примерно там, где ныне площадь перед фасадом существующего собора. Хотя он был невелик, здесь в 1058 году состоялось избрание папы Николая II и низложение Бенедикта X.
В конце XII века началось строительство ныне существующего собора. Традиционно считается, что он был освящен 18 ноября 1179 года, но только в 1196 году для организации строительства был создан специальный комитет граждан Opera di Santa Maria. После 1258 года строительством руководили монахи цистерцианского ордена из близлежащего монастыря Сан-Гальгано.
Основные этапы строительства отражены в расходных книгах Сиенской республики. Документы 1215 года фиксируют крестообразный в плане трёхнефный храм с тремя порталами, купол не упоминается. Начиная с 1226 и вплоть до 1264 года зафиксированы поставки чёрного и белого мрамора для отделки собора. Под 1259—1260 годами были записаны платежи за сооружение сводов трансепта и хора, и, наконец, в 1264 году совершена плата за медное «яблоко» на вершине купола.
В конце XIII века были начаты работы по украшению фасада. С 1284 по 1296 годы ими руководил Джованни Пизано. По его замыслу оформлена нижняя часть фасада. Верхняя часть с большим круглым окном (окулюсом) закончена уже в начале XIV века.
Следующим крупным этапом строительства была реконструкция собора в первой половине XIV века, когда на склоне вплотную к алтарной части соорудили баптистерий таким образом, что его своды оказалось вровень с фундаментом собора. Это позволило расширить внутреннее пространство хора в направлении баптистерия. В получившейся пристройке первый этаж был занят баптистерием, а второй — вновь образовавшимся дополнительным пространством хора и апсиды. Одновременно удлинили трансепт.
Работы были прерваны в 1322 году, когда у властей Сиены возник амбициозный план строительства гигантского нового собора. Его ориентировали перпендикулярно старому храму так, что существующий неф становился трансептом нового здания. Строительство продолжалось до 1348 года, когда было прервано эпидемией чумы. К тому же впоследствии обнаружили ошибки в строительстве, что заставило разобрать своды северного нефа. Южный неф сохранился и занят сегодня музеем собора. Сохранилась также и гигантская фасадная стена, именуемая facciatone.
После отказа от идеи нового собора в 1350—1360-х годах было закончено строительство баптистерия и расширение хора и трансепта до существующих сегодня очертаний.
Лантерна (фонарь купола) была сооружена в 1667 году при участии Дж. Л. Бернини.

## Архитектура и внешнее убранство
Согласно одной из версий весь облик собора определил общий проект и разработка скульптурных деталей, осуществлённые выдающимся скульптором апуло-пизанской школы Никколо Пизано (мастер был родом из Апулии, области на юго-востоке Италии).
Храм выстроен в форме трёхнефной базилики с прямоугольным хором и ступенчатым в плане трёх-четырёхнефным трансептом. Пятипролётный неф вытянут в направлении с юго-запада на северо-восток. Двенадцатигранный купол опирается на шесть колонн и смещён к западу от центра средокрестия.
Длина нефа — 89,40 м, ширина — 24,37 м, трансепт — 54,48 м.
При отделке собора использовано сочетание белого каррарского и цветного мрамора — темно-зелёного из Прато и розового сиенского.
Нижняя часть главного западного фасада создана в конце XIII века под руководством Джованни Пизано. Композиция включает три глубоких перспективных портала и боковые башенки. Оси боковых порталов несколько сдвинуты к центру по отношению к осям нефов. Традиционная романо-тосканская общая композиция с горизонтальными поясами полихромной мраморной облицовки и полуциркульными арками сочетается с пышным скульптурным декором, характерным для французской готики.
Традиционно считалось, что верхняя часть фасада была завершена в 70-е годы XIV века под руководством Джованни ди Чекко. Однако теперь полагают, что работы были завершены ещё в начале столетия, в 1310-е годы.
Решение Джованни Пизано сдвинуть боковые порталы к центру сказалось и на компоновке верхней части фасада, вертикальные стены нефа и соответствующие им пинакли по бокам центрального фронтона не продолжают линию колонн между порталами, а расположены над их арками.
Рельеф над центральным порталом, изображающий сцены из жизни Девы Марии, приписывают Тино ди Камаино.
Скульптура в нижней части фасада (фигуры пророков, философов и апостолов) созданы в мастерской Джованни Пизано. В верхней части фасада большой окулюс окружён нишами с поясными фигурами патриархов и Мадонны авторства неизвестного сиенского скульптора. Большинство фигур настоящее время заменены копиями. Оригиналы находятся в Музее произведений искусства собора.
В 1458 (или 1459) году Донателло создал проект бронзовых дверей центрального портала. Однако, этот проект не был реализован. Существующие двери выполнены в 1958 году Энрико Манфрини.
Мозаики на фронтонах выполнены в 1878 году Луиджи Муссини (центральная) и Алессандро Франки (боковые).
Время возведения кампанилы достоверно неизвестно, но завершена она была после купола (некоторые источники называют 1313 год). Это характерная для Тосканы романская постройка, отделанная полосами белого и тёмного мрамора. Фасад башни прорезан окнами-полифорами с возрастающим снизу вверх числом проёмов, от одиночного окна внизу до окна с шестью проёмами в верхнем ярусе. В западном фасаде кампанилы — дверь, называемая Porta del Perdono, поскольку в 1677 году в её люнете было установлено тондо работы Донателло — барельеф, изображающий Мадонну с младенцем (Madonna del Perdono). В настоящее время оригинал заменён копией и перенесён в музей собора.

## Интерьер
Интерьер собора впечатляет огромными (высотой 18 м) опорами, составленными из полуколонн с «полосатой» отделкой тёмно-зелёным, почти чёрным, и белым мрамором. Колонны с коринфскими капителями протянулись по всей длине нефа. Они удерживают полукруглые романские арки и своды потолка. На его синем фоне сияют золотые звёзды. Витражи в огромных окнах-розах отбрасывают яркие блики на мраморный пол. Несмотря на кажущуюся избыточность декора, пространство, цвет и свет внутри собора находятся в полной гармонии.
Чёрный и белый — геральдические цвета Сиены, их происхождение связано с окрасом лошадей легендарных основателей города. Согласно римскому преданию, Сиена была основана Сением и Аскием — сыновьями Рема и, соответственно, племянниками Ромула. Бежав от дяди — убийцы их отца, близнецы укрылись на тосканском холме, где позднее и был построен город, получивший по имени Сения название Сиена. По этой причине символом Сиены, как и Рима, является Капитолийская волчица. По сторонам собора стоят две колонны, увенчанные скульптурными изображениями «Сиенской волчицы с близнецами», одно из которых выполнено мастерской Джованни Пизано (оригиналы также хранятся в Музее произведений искусства Собора).
На втором ярусе, между арками и сводами центрального нефа под карнизом располагаются терракотовые бюсты 172 первых понтификов, под ними расположены бюсты 36 древнеримских императоров — работа мастерской Джованни ди Стефано. На вершинах полуколонн подпружных арок средокрестия установлены статуи святых покровителей города, сделанные из позолоченного гипса.

### Главный алтарь
Мраморный главный алтарь был создан в 1532 году по проекту Бальдассаре Перуцци. Он украшен четырьмя бронзовыми ангелами-канделябрами работы Джованни ди Стефано и Франческо ди Джорджо. Венчает композицию бронзовая дарохранительница, созданная мастером Веккьеттой в 1467—1472 годах.
Существующий алтарь заменил предыдущий, который до начала XVI века стоял под куполом собора и был знаменит алтарным образом Маэста́, творением Дуччо ди Буонинсенья (ныне хранится в Музее произведений искусства собора).
В верхней части апсиды — круглый витраж (один из древнейших в Италии, взятый из апсиды старого собора), вероятно, по картону Дуччо (около 1288 года). Уникальны резные деревянные кресла хора с интарсиями, выполненные фра Джованни да Верона в 1503 году.

### Мозаичный пол собора
Самым знаменитым произведением искусства собора считают его уникальный мозаичный пол.
Пол собора разделен на 56 панелей различного размера и формы с изображениями библейских сюжетов, сивилл, аллегорических фигур.
По версии Вазари, ещё Дуччо начал работу над полами, но первые из имеющихся изображений относятся примерно к 1370 году. Работы продолжались различными художниками и были завершены в середине XVI века, если не считать нескольких панно, выполненных Алессандро Франки в 1878 году взамен разрушившихся.
В течение веков техника выполнения менялась. Сначала это была техника сграффито (sgraffito) — мастера создавали углубления в мраморе и заполняли их битумом или асфальтом. Получившиеся изображения напоминали гигантские гравюры. Затем появилась техника инкрустации разноцветным мрамором, и, наконец, чёрно-белые инкрустации с включением отдельных цветных фрагментов. Это позволяло достичь тонких живописных свето-теневых эффектов.
В создании этих композиций участвовало более сорока художников, в основном сиенских, среди которых были Маттео ди Джованни, Франческо ди Джорджо, Джованни ди Стефано, Нероччо де Ланди, Антонио Федериги, Урбано да Кортона, Доменико Беккафуми, а также Пинтуриккьо, уроженец Умбрии. Авторству Доменико Беккафуми принадлежит 35 сюжетов.
Многие панели восстанавливались и реконструировались в течение веков, но в основном сохранили свой облик.
- Колесо Фортуны. Ок. 1372 [29]
- Эмблема Сиены, — волчица, в окружении эмблем союзных городов. 1373 [29]
- Давид-псалмопевец (в центре) и Давид и Голиаф. Доменико ди Никколо. 1413—1423[30]
- Сивилла Эритрейская. Антонио Федериги. 1482 [28]
- Избиение младенцев Маттео ди Джованни. 1481 [28]
- Аллегория холма мудрости. Пинтуриккьо, Паоло Маннуччи. 1504—1506 [31]

### Кафедра
Кафедра Сиенского собора была создана Никколо Пизано в период между 1265 и 1268 годами. В работе участвовали его ученики — Арнольфо ди Камбио, Лапо ди Ричевуто и сын мастера — Джованни Пизано.
Кафедра, украшенная множеством фигур из каррарского мрамора, была создана после кафедры Баптистерия в Пизе (1260) и перед созданием Пизано Младшим кафедры Пизанского собора (1302—1310). Арки, капители, колонны кафедры изготавливали в Пизе, а затем доставляли в Сиену.
Восьмиугольная в плане кафедра поддерживается девятью колоннами — одной в центре и восемью по углам. Четыре угловые колонны опираются на фигуры львов и львиц, а центральная — на восьмигранный пьедестал, украшенный аллегорическими фигурами семи свободных искусств и философии. Над капителями колонн — фигуры, олицетворяющие основные добродетели и логику, а в тимпанах арок — изображения пророков, сивилл и евангелистов.
Верхний ярус кафедры ограждён балюстрадой с семью рельефами на сюжеты христологического цикла:
- Встреча Марии и Елизаветы, Рождество
- Поклонение волхвов
- Принесение во храм и бегство в Египет
- Избиение младенцев
- Распятие
- Страшный суд, избранные
- Страшный суд, проклятые[36]

В сравнении с пизанской кафедрой заметно большее влияние французской готики. Стиль мастера стал ещё более точным, выраженным в плавных контурах и утончённых формах, с более гармоничной компоновкой фигур.

### Капелла Мадонны дель Вото
В правом трансепте находится небольшая круглая в плане капелла Мадонны дель Вото (Capрella della Madonna del Voto), называемая также «капеллой Киджи». Она была построена по заказу уроженца Сиены папы Александра VII Киджи. Проект выполнил мастер итальянского барокко Дж. Л. Бернини в 1659 году. Восемь колонн, поддерживающих купол, были перенесены сюда из Латеранского дворца.
До 1260-х годов главной иконой в сиенском соборе была «Мадонна с большими глазами» работы анонимного мастера из Трессы. Сиенские хроники сообщают, что в 1260 году перед битвой с флорентийцами при Монтаперти глава Сиены принес клятву посвятить город Богоматери и возложил ключи от города на алтарь. После победы сиенцы заказали новый образ Мадонны для собора, который и дал название капелле. Автором стал, по мнению одних специалистов, мастер из круга Гвидо да Сиена, по мнению других — Диетисальви ди Спеме.
Бернини создал расположенные сторонам алтаря статуи Св. Марии Магдалины и Св. Иеронима (1662—1663). Другие скульптуры — работа Антонио Раджи (Св. Бернардин) и Эрколе Феррата (Св. Екатерина Сиенская). Бронзовые двери созданы мастером Джованни Артузи.

### Капелла Святого Иоанна Крестителя
В 1464 году папа Пий II привез в Сиену бесценную реликвию — мощи правой руки Святого Иоанна. И в 1482 году в левом трансепте (симметрично Капелле дель Вото) началось строительство капеллы Святого Иоанна Крестителя (Cappella di San Giovanni Battista). Капелла — круглая в плане, выполнена, предположительно, по проекту Джованни ди Стефано.
В глубине капеллы — бронзовая статуя Иоанна Крестителя работы Донателло (1457).
Мраморная купель в центре создана Антонио Федериги после 1484 года.
В 1504—1505 годах капеллу украшал росписями Пинтуриккьо. Он исполнил два портрета и шесть сцен из жизни Иоанна Крестителя. Две из них (Крещение Господне и Усекновение главы Иоанна Крестителя) были переписаны в XVII веке, одна — Иоанн Креститель в темнице заменена в XIX веке. Оставшиеся три (Рождество Иоанна Крестителя, Иоанн Креститель в пустыне и Проповедь Иоанна Крестителя) сохранились. На одном из портретов изображён заказчик работ, — Альберто Арингьери, в плаще Мальтийского ордена, на другом — юный коленопреклонённый рыцарь, возможно, тот же заказчик в молодости.

### Библиотека Пикколомини
В 1492 году архиепископом Сиены кардиналом Франческо Нанни Тодескини-Пикколомини (впоследствии — папа Пий III) в соборе была основана Библиотека Пикколомини (Libreria Piccolomini), для хранения ценнейших фамильных книг и манускриптов с красочными миниатюрами из собрания своего дяди Энеа Сильвио Бартоломео Пикколомини (папы Пия II). Помещение библиотеки примыкает к левому нефу собора. Пинтуриккьо в 1502—1507 годах расписал её стены фресками со сценами из жизни Пия II.
Вход в библиотеку был оформлен в 1497 году Лоренцо ди Мариано в виде двух резных мраморных порталов. Войти можно через бронзовую дверь в левой арке, а в правой в 1805 году был создан алтарь, где установлен рельеф с изображением Иоанна Богослова, приписываемый Джованни ди Стефано. Под алтарем — Пьета, раскрашенная деревянная скульптура, созданная Альберто ди Бетто да Ассизи в 1421 году.
Над входом — фреска «Коронация папы Пия III», созданная Пинтуриккьо в 1504 году по заказу наследников понтифика, скончавшегося 18 октября 1503 года.
Внутри библиотеки фрески, изображающие десять сцен из жизни Пия II, занимают три стены. В подготовке росписи принял участие Рафаэль, посещавший в то время Сиену. Известно несколько композиционных набросков, сделанных его рукой. Пинтуриккьо использовал эти рисунки, внеся свои изменения. Полагают, что на одной из фресок («Канонизация святой Екатерины») Пинтуриккио изобразил себя и Рафаэля со свечами в руках.
Фрески изображают десять примечательных событий из светской и религиозной жизни папы Пия II, сначала мирянина, затем епископа, кардинала и, наконец, папы:
- Энеа Сильвио Пикколомини отправляется на Базельский собор.
- Энеа Сильвио Пикколомини — посол при шотландском дворе.
- Энеа Сильвио Пикколомини — придворный поэт императора Фридриха III.
- Энеа Сильвио Пикколомини покоряется папе Евгению IV.
- Энеа Сильвио Пикколомини, епископ Сиены, представляет императору Фридриху III его будущую невесту Элеонору Португальскую у ворот Порта Камоллиа в Сиене.
- Энеа Сильвио Пикколомини в 1456 году получает шляпу кардинала.
- Коронация Энеа Сильвио Пикколомини как папы Пия II в Латеранской базилике.
- Пий II в 1459 году созывает Мантуанский собор, чтобы объявить новый крестовый поход.
- Пий II в 1461 году канонизирует святую Екатерину Сиенскую.
- Пий II прибывает в Анкону, чтобы начать крестовый поход[46].

Своды, расписанные гротесками, содержат аллегорические фигуры, сцены вакханалий, морских тиазов, пасторалей, две большие панели на сюжеты из классической мифологии («Диана и Эндимион» и «Похищение Прозерпины»). Герб кардинала Тодескини Пикколомини — пять полумесяцев под шляпой кардинала — изображён посередине. Пинтуриккио с учениками расписывали плафон в 1502—1503 годах.
В центре зала библиотеки установлена мраморная античная группа «Три грации» — римское повторение III века н. э. древнегреческого оригинала. Скульптура была приобретена Франческо Тодескини-Пикколомини в Риме и, вероятно, использована Рафаэлем для своей картины на ту же тему.
На расположенных вдоль стен витринах представлена великолепная коллекция иллюстрированных рукописных кодексов (градуалов и антифонариев) XV века. Помимо работ сиенских художников она содержит книги работы Джироламо да Кремона и Либерале да Верона, приглашёнными из северной Италии в конце 1460-х годов.

### Алтарь Пикколомини
Алтарь Пикколомини, расположенный в левом нефе, был заказан кардиналом Франческо Тодескини-Пикколомини (будущим папой Пием III) в память его дяди, папы Пия II. Сам алтарь создан Андреа Бреньо в 1481—1485 годах. Алтарь сделан в виде архитектурного фасада с экседрой в центре и статуями в нишах. Бреньо работал над ним несколько лет, но не завершил. Ниши для шестнадцати скульптур остались не заполненными. Одну фигуру сделал Пьетро Торриджано. В 1501 году кардинал поручил достройку молодому Микеланджело, который в 1501—1504 годах создал четыре статуи: святых Петра, Павла, Пия и Григория Великого. Однако, он прервал работы, получив заказ на «Давида» во Флоренции. Алтарь так и остался незавершённым.
Статуя Мадонны в верхней нише приписывается Джованни ди Чекко (1371).
В центре композиции — «Мадонна с Младенцем» работы Паоло ди Джованни Феи (начало 1390-х годов). Это копия, оригинал находится в музее собора.
- Алтарь Пикколомини. Общий вид
- Алтарь Пикколомини. Центральная часть
- Паоло ди Джованни Феи. Мадонна с Младенцем
- Пьетро Торриджано. Св. Франциск
- Микеланджело. Св. Петр
- Микеланджело. Св. Пий
- Микеланджело. Св. Павел
- Микеланджело. Св. Григорий Великий

## Баптистерий Св. Иоанна Крестителя
Баптистерий занимает пространство под расширенным в начале XIV века хором собора. Он был построен между 1316 и 1326 годами Камаино ди Крешентино, отцом скульптора Тино ди Камаино.
Фасад выполнен в готическом стиле, но верхняя его часть не была закончена. Интерьер представляет собой прямоугольный зал, разделённый двумя колоннами на три коротких нефа. В центре баптистерия — шестигранная купель из бронзы и мрамора, созданная в 1417—1431 годах крупнейшими скульпторами того времени. Рельефы из золочёной бронзы на гранях купели изображают сюжеты из жития Иоанна Крестителя:
- «Благовестие Захарии». Якопо делла Кверча (1428—1429)
- «Рождество Иоанна Крестителя» Джованни ди Турино[итал.] (1427)
- «Проповедь Иоанна Крестителя». Джованни ди Турино (1427)
- «Крещение Господне». Гиберти (1427)
- «Взятие под стражу Иоанна Крестителя». Гиберти и Джулиано ди Сер Андреа (1427)[54]
- «Пир Ирода», Донателло (1427)

По углам купели шесть аллегорических фигур: две работы Донателло («Вера» и «Надежда», 1429 год), три фигуры Джованни ди Турино («Справедливость», «Милосердие» и «Провиденция», 1431 г.) и «Мужество» Горо ди Сер Нероччо (1431).
Большой мраморный киворий в центре купели—творение Якопо делла Кверча (1427—1429). Он также создал пять фигур пророков в нишах и Иоанна Крестителя на вершине кивория. В верхней его части—шесть бронзовых ангелов (два работы Донателло, три — Джованни ди Турино, автор шестого неизвестен).
Фрески на сводах принадлежали Векьетте (1447—1450, Символы веры, Пророки и Сивиллы), но они были переписаны в XIX веке. Сцены из жизни Христа («Бичевание» и «Путь на Голгофу») на стене апсиды также созданы Векьеттой. Микеле ди Маттео да Болонья расписал в 1477 году конху апсиды.

## Крипта
В 1999 году во время исследования пространства под алтарем Собора неожиданно была обнаружена крипта — помещение с фресками, датированными второй половиной XIII века.
Хорошо сохранившиеся росписи на библейские сюжеты покрывают стены, колонны, пилястры. Предполагают авторство таких художников, как Гвидо да Сиена, Диетисальви ди Спеме, Гвидо ди Грациано и Ринальдо да Сиена.